# Kramle

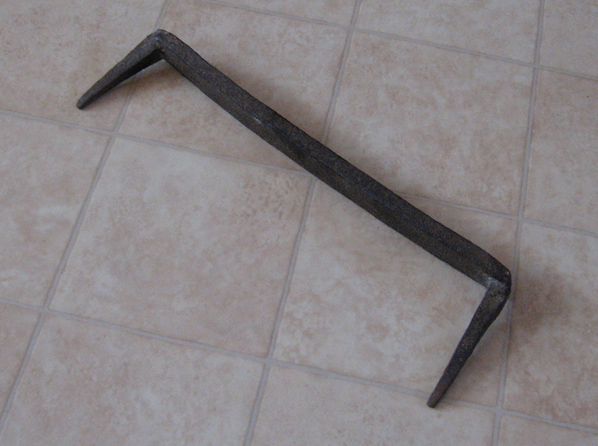
Tesařská skoba (kramle)

Tesařská skoba, lidově kramle (z německého Klammer, svorka ) je spojovací součást vykovaná nejčastěji z kulatého nebo čtyřhranného ocelového profilu. Skoba je dlouhá 200–400 mm a oba její konce jsou zahnuty stejným směrem do tvaru „U“ a vykovány do špice dl. 40–60 mm pro snadnější pronikání při zatloukání do spojovaného materiálu. )
Tesařské skoby se používají ve stavebnictví především při budování dočasných konstrukcí u jednoduchých spojení dřevěných trámů. Mají zabránit postrannímu vybočení, a proto se zaráží do trámů buď svrchu, nebo z obou stran. Skoby přitom musí být dostatečně dlouhé, protože při zaražení blízko konce trámů by špice mohla trám rozštípnout.